# Tréméven (Côtes-d’Armor)
Tréméven település Franciaországban, Côtes-d’Armor megyében. Lakosainak száma 355 fő (2022. január 1.). Tréméven Le Faouët, Gommenec’h, Lanleff, Lannebert, Pléhédel, Pludual és Trévérec községekkel határos.

## Népesség
A település népessége az elmúlt években az alábbi módon változott:
| Lakosok száma | 311  | 247  | 286  | 318  | 345  | 339  | 341  | 348  | 351  | 355  |
|               | 1968 | 1982 | 1990 | 2006 | 2013 | 2015 | 2017 | 2019 | 2020 | 2022 |